# Christian Wilhelm Kreidel
Christian Wilhelm Kreidel (* 26. März 1817 in Wiesbaden; † 23. September 1890 ebenda) war ein deutscher Verlagsbuchhändler.
Kreidel entstammte einfachen Verhältnissen, sein Vater Johann Wilhelm Kreidel war der Verwalter des Wiesbadener Waisenhaus. 1843 eröffnete Christian Wilhelm Kreidel in Wiesbaden eine Buchhandlung. Sein kaufmännisches Geschick ließ aus ihr in den Folgejahren einen bedeutsamen wissenschaftlichen Verlag entstehen. Insbesondere verlegte er die Werke der in Wiesbaden tätigen Wissenschaftler Carl Remigius Fresenius, Carl Neubauer (1830–1879), Arnold Pagenstecher, Carl Genth, Ferdinand Hueppe, Fridolin Sandberger und Karl August von Cohausen.
Einen Teil seines Vermögens verwendete er zur Unterstützung sozialer Zwecke. So geht die Gründung des Kreidelstiftes, eines Versorgungshauses für alte Menschen, auf ihn zurück.
Seine Heimatstadt Wiesbaden ehrte den Wohltäter mit der Benennung der Kreidelstraße im Ortsbezirk Nordost.
Sein Verlag wurde von ihm schrittweise an Joseph Friedrich Bergmann übergeben und in dessen Verlag J. F. Bergmann weitergeführt.
1855 erhielt er als Nachfolger von Carl Ebenau ein Mandat für die Zweite Kammer des Landtags des Herzogtums Nassau für den Wahlkreis XCIII Stadt Wiesbaden. Dieses Mandat nahm er nicht an, so dass Georg David Schmidt in das Parlament kam.